# Бреги Радобојски
Бреги Радобојски су насељено место у саставу општине Радобој у Крапинско-загорској жупанији, Хрватска. До територијалне реорганизације у Хрватској налазили су се у саставу старе општине Крапина.

## Становништво
На попису становништва 2011. године, Бреги Радобојски су имали 445 становника.

## Попис1991.
На попису становништва 1991. године, насељено место Бреги Радобојски је имало 548 становника, следећег националног састава:
| Попис 1991.‍ | Попис 1991.‍ | Попис 1991.‍ | Попис 1991.‍ | Попис 1991.‍ |
| ----------- | ----------- | ----------- | ----------- | ----------- |
|             |             |             |             |             |
| Хрвати      | Хрвати      |             | 546         | 99,63%      |
| непознато   | непознато   |             | 2           | 0,36%       |
| укупно: 548 |             |             |             |             |